# Aulacoseirales
Ordre
Les Aulacoseirales sont un ordre d’algues dans la classe des Coscinodiscophyceae.

## Liste des familles
Selon AlgaeBase (21 juin 2022) :
- Aulacoseiraceae R.M.Crawford, 1990

## Systématique
Le nom correct complet (avec auteur) de ce taxon est Aulacoseirales R.M.Crawford, 1990.

## Publication originale
- Round, F.E., Crawford, R.M. & Mann, D.G. (1990). The diatoms biology and morphology of the genera.  pp. [i-ix], 1-747. Cambridge: Cambridge University Press.